# Catedral de Pitsunda

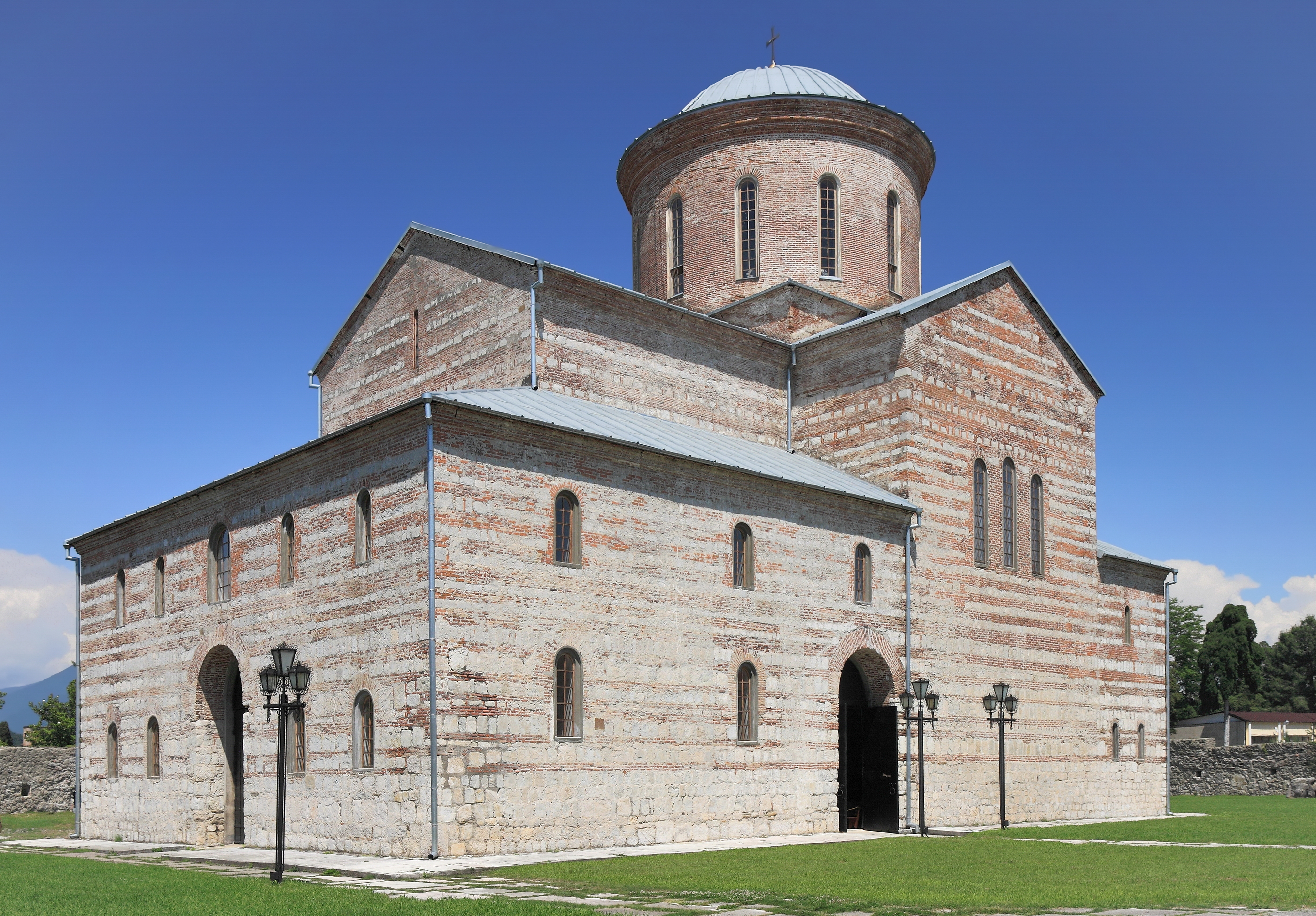
Catedral de Pitsunda: exterior

A Catedral de Pitsunda é uma catedral geórgio-ortodoxa em Bichvinta, Abecásia.
A Catedral de Pitsunda foi construída em fins do século X pelo rei Pancrácio III da Geórgia. Serviu de sede para para o Catolicado Geórgio-ortodoxo da Abecásia até fins do século XVI quando a Abecásia sofreu a hegemonia otomana. A catedral contém vestígios de pinturas nas suas paredes, datadas dos séculos XIII e XVI.

## Galeria

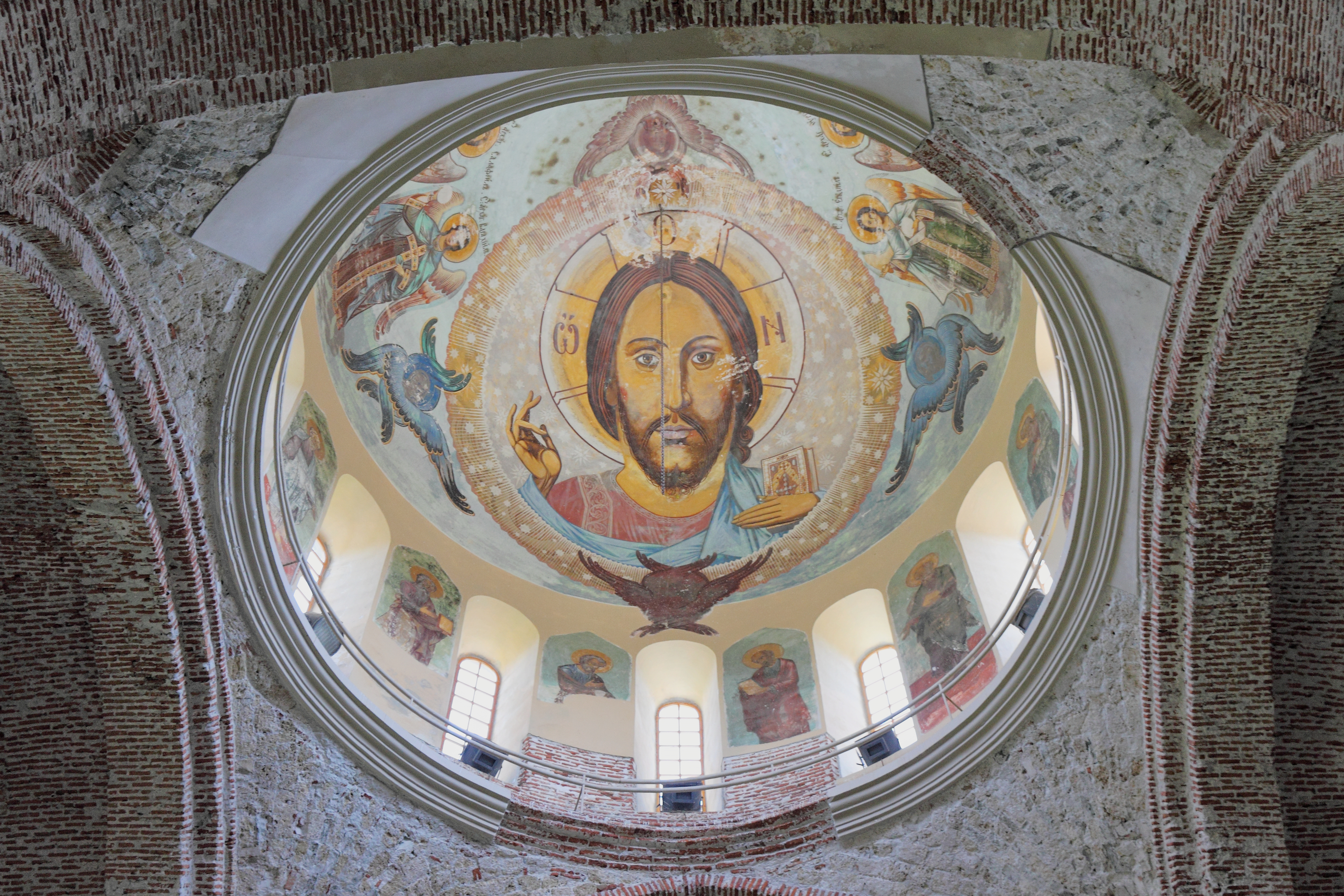
Frescos da cúpula da catedral
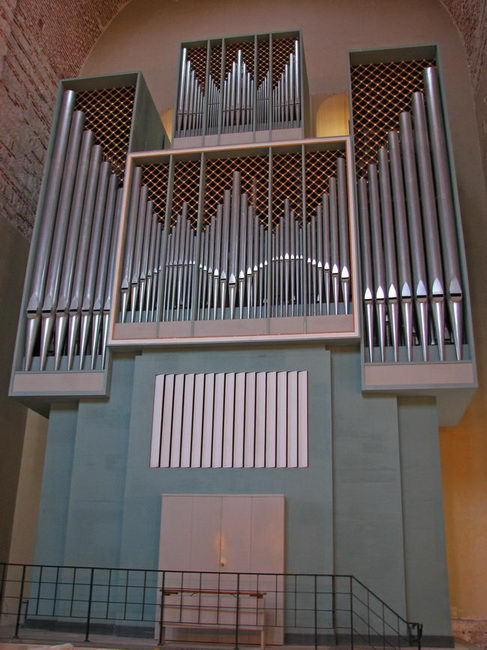
Órgão na catedral
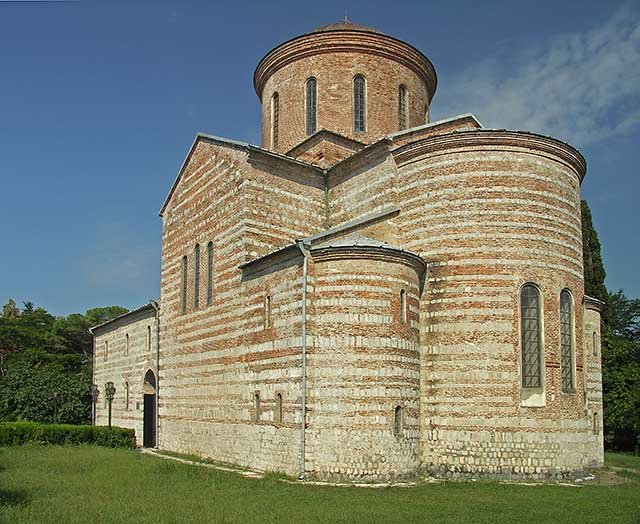